# Moviola
Moviola é uma marca de equipamento de montagem cinematográfica, que em muitos países tornou-se sinônimo de mesa de montagem ou mesa de edição.
O dispositivo original, inventado por Iwan Serrurier em 1917, era constituído de dois rolos (um de entrada e um de saída), uma manivela para movimentá-los, uma série de engrenagens por onde pasava o flme e um visor, permitindo ao montador ver o filme em movimento para selecionar, cortar e colar pedaços de filme.

## Histórico
Em 1917, Iwan Serrurier, engenheiro eletricista holandês radicado nos Estados Unidos, criou uma máquina que projetava filmes em casa. Pediu aos seus cinco filhos sugestões de nome para dar ao aparelho recém-inventado. Dos pelo menos 20 nomes sugeridos, "moviola" pareceu-lhe o melhor, pela analogia com a "Vitrola", denominação dos aparelhos de toca-discos então comercializados pela RCA Victor.
Seis anos após a invenção, Serrurier havia feito 15 máquinas. Para seu desânimo, encalhe geral. Ninguém parecia se interessar por aquilo. Ou, então, a razão do fracasso de venda era outra. Custavam caro: US$ 600 (o equivalente a US$ 20.000, atualmente). Entre 1923 e 1924, apenas três moviolas foram vendidas.
Tudo mudou quando Serrurier conheceu um montador que trabalhava com Douglas Fairbanks. O novo conhecido lhe mostrou como se editavam os filmes até então. Os dois vislumbraram uma nova utilidade para a moviola: ferramenta de montagem.
Em um fim de semana de 1924, Serrurier fez adaptações no seu projetor caseiro: surgia, assim, a primeira mesa de montagem. O sucesso foi imediato. Não só os estúdios de Fairbanks, como Universal Studios, Warner Brothers, Charles Chaplin Studios, Buster Keaton Productions, Mary Pickford, Mack Sennett e Metro-Goldwyn-Mayer compraram as moviolas.

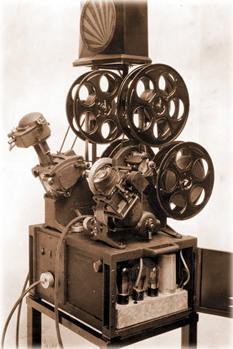
Primeira moviola.

Além disso, o advento do cinema sonoro – a partir de 1927, com O Cantor de Jazz - exigiu aperfeiçoamentos e ampliou a necessidade da moviola, que passava a contar com duas cabeças, uma para a imagem e a outra para o som. Se antes era mais fácil e mais rápido montar filmes na moviola, com o cinema sonoro o aparelho passou a ser quase imprescindível - afinal, como "perceber" os diálogos através da lente de aumento utilizada pelos primeiros montadores?
A Moviola Co, empresa de Serrurier, ampliou seu leque: Movietone, para som óptico; Vitaphones, que gravavam discos; visores para 16 mm, 35 mm, 65 mm e 70 mm; projetores, sincronizadores, entre outros aparelhos. A invenção do imigrante se disseminou mundo afora, no cinema e nas emissoras de televisão, que a utilizavam para editar o material de seus telejornais.

## Outras mesas de montagem
Ao contrário da moviola, em que a película se desenrola verticalmente, os demais aparelhos desenvolvidos para a montagem cinematográfica trabalham com o filme sobre uma mesa horizontal, daí chamarem-se flatbed (cama ou leito plano, horizontal) em inglês.
A primeira mesa de montagem horizontal foi a Prevost, desenvolvida pelo engenheiro italiano Attlio Prevost (1890-1954).
Outras marcas de mesa de montagem são a Steenbeck (inventada na Alemanha nos anos 1930), a KEM (Keller-Elektro-Mechanik, também alemã), a italiana Intercine, a holandesa Oldelft, as francesas Atlas e Moritone e a inglesa LEM.